# Arena-Metallurg
L'arena Metallurg (in russo: Арена-Металлург) è un'arena coperta con pista di ghiaccio situata a Magnitogorsk, in Russia. La capacità dell'arena è di 7.500 posti e fu costruita nel 2006. Anche se polifunzionale, ospita principalmente le partite casalinghe del Metallurg Magnitogorsk, squadra di hockey su ghiaccio. L'arena ha rimpiazzato il palazzo di ghiaccio di Romazan.